# Sirex
Sirex es un género de avispas de la madera, familia Siricidae. Es de distribución holártica, con 28 especies. Se alimenta predominantemente de pináceas. Las hembras inyectan huevos con hongos simbióticos en la madera. El hongo digiere la madera y proporciona nutrición a la larva con sus secreciones.
El género incluye algunas plagas importantes como S. noctilio, una especie invasora de origen paleártico que ha alcanzado dispersión mundial.

## Algunas especies
- Sirex areolatus
- Sirex cyaneus
- Sirex juvencus
- Sirex longicauda
- Sirex nigricornis
- Sirex noctilio
- Sirex varipes